# Cleavage-Theorie
Die Cleavage-Theorie (englisch cleavage: ‚Kluft‘, ‚Spaltung‘) ist eine politikwissenschaftliche Theorie in der Wahlforschung, die versucht, Wahlergebnisse sowie die Entwicklung von Parteisystemen in europäischen Staaten anhand langfristiger Konfliktlinien innerhalb der Gesellschaft zu erklären.
Die Theorie wurde 1967 von den beiden Politikwissenschaftlern Seymour Martin Lipset und Stein Rokkan entwickelt. Ihr Ansatz ist eine der wichtigsten Theorien zur Erklärung der Herausbildung und Dauerhaftigkeit nationaler Parteiensysteme.

## Theoretischer Ansatz

Gesellschaftliche Konfliktlinien nach Lipset und Rokkan (1967).

Der Cleavage-Theorie liegt die Annahme zugrunde, dass es nicht einfach zwei Gruppen von Befürwortern und Gegnern politischer Entscheidungen gibt, sondern eine mehr oder weniger kontinuierliche Anordnung der Wähler auf einer Policy-Dimension, der sich auch die Positionen von Parteien zuordnen lassen. Der Einzelne entscheidet sich bei Wahlen für diejenige Partei, deren Politikangebote seinem Idealpunkt am nächsten sind. Dauerhafte Konfliktlinien liegen dann vor, wenn die betreffenden Policy-Dimensionen wiederholt für konkrete Entscheidungen relevant sind und wenn die Wähler immer wieder in die gleichen Gruppen von Befürwortern und Gegnern zerfallen.
Lipset und Rokkan zufolge entwickelten sich die europäischen Parteiensysteme im ausgehenden 19. Jahrhundert anhand vier grundsätzlicher Konfliktlinien. Die Konfliktlinien sind dauerhaft und spiegeln Interessen- oder Wertkonflikte verschiedener organisierter sozialer Gruppen wider. Die Organisationen dieser sozialen Gruppen bauten Verbindungen zu bestimmten politischen Entscheidungsträgern auf, wobei aus diesen Verbindungen langfristig die politischen Parteien hervorgingen:
Kapital gegen Arbeit
Entstand im Laufe des Industrialisierungsprozesses (Industriekonflikt).
Kirche gegen Staat
Entstand durch die Säkularisierung und den Konflikt über die Kontrolle der Schulbildung, Gesetz über die Trennung von Staat und Kirche in Frankreich 1905 und den Kulturkampf in Deutschland in den 1870er Jahren (Kulturkampf).
Stadt gegen Land
Entstand ebenfalls im Industrialisierungsprozess, Konfliktlinie verläuft zwischen dem primären und sekundären Wirtschaftssektor.
Zentrum gegen Peripherie
Entstand durch den Konflikt während der Nationalstaatsbildung zwischen autonomen regionalen und zentral-nationalen Entscheidungsinstanzen.
Der Cleavage-Ansatz ist ein erfolgreiches Instrument, um die Entstehung der Parteisysteme in den europäischen Industriestaaten zu erklären. In einer Phase großer Stabilität der Mehrheitsverhältnisse der Parteien in den demokratischen Staaten besaß er eine hohe Erklärungskraft. Seit den 1980er Jahren lässt sich allerdings ein Umbruch in den Parteiensystemen verzeichnen, wobei die langfristige Bindung an bestimmte Parteien empirisch nachweisbar immer geringer wird. Dies sind Effekte, die sich mit der Cleavage-Theorie nur schwer in Übereinstimmung bringen lassen. Ebenfalls lassen sich mit der Cleavage-Theorie nicht die sinkenden Wahlbeteiligungen sowie Protestwahlverhalten erklären. Rechtspopulistische oder ökologische Parteien fallen genauso aus dem Erklärungsrahmen.
In der bundesdeutschen Nachkriegsgesellschaft waren der Theorie zufolge die beiden Konfliktlinien Staat gegen Kirche und Arbeit gegen Kapital prägend. Im Konflikt zwischen Staat und Kirche ging es insbesondere um die Frage, welche von beiden Institutionen die Deutungshoheit in der Schulbildung besaß. Während die Unionsparteien und vor allem die Deutsche Zentrumspartei religiös gebundene Konfessionsschulen bevorzugten, waren SPD, FDP und KPD für staatliche und religiös unabhängige Schulen. Schlussendlich setzte sich die Trennung von Staat und Kirche weitgehend durch, auch wenn einzelne Konfessionsschulen bis heute erhalten blieben.
Die FDP und die CDU vertraten hingegen ähnliche Ansichten in der Wirtschafts- und Sozialpolitik, während die SPD (und bis zu ihrem Verbot auch die KPD) sich, besonders in den Anfangsjahren der Bundesrepublik, als reine Partei der Arbeiter verstand. Das Zentrum war diesbezüglich gespalten. Das wirtschafts- und sozialpolitische Modell der „bürgerlichen“ Parteien, die soziale Marktwirtschaft, verdrängte die sozialistischen Ideen größtenteils. Dies erkannte die SPD im Godesberger Programm von 1959 weitgehend an.
Aufgrund der politischen Umbrüche in den letzten dreißig Jahren (Aufkommen der Umweltbewegung, Zusammenbruch der realsozialistischen Staaten, Erstarken der Neuen Rechten etc.) setzt sich in der Politikwissenschaft allerdings zunehmend die Ansicht durch, dass traditionelle Konfliktlinien in westlichen Industriegesellschaften an Bedeutung verlieren und neue Konfliktlinien an Bedeutung gewinnen.

## Politischer Kompass

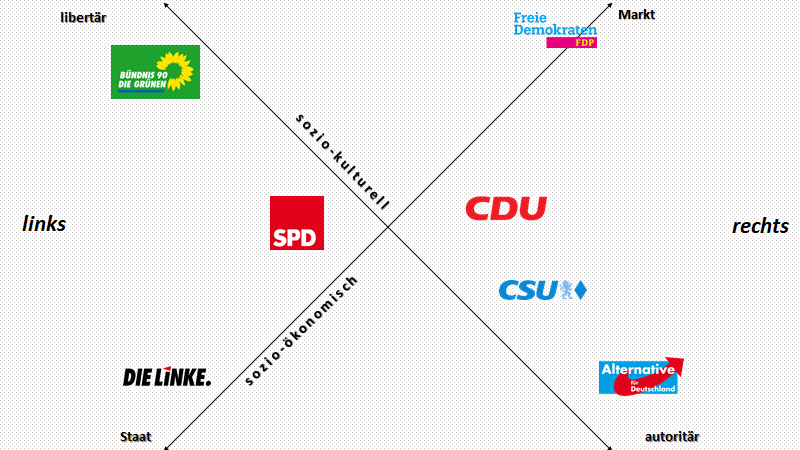
Konfliktlinienmodell nach Frank Decker

Seit den 1990er Jahren hat sich ein zweidimensionales Konfliktlinienmodell durchgesetzt, in dem zwei Achsen ein Koordinatensystem (Politischer Kompass) bilden. Die das Parteiensystem prägenden Konfliktlinien sind demnach die sozio-ökonomische Achse, in der sich die Pole Staatsinterventionismus und Marktliberalität gegenüberstehen, sowie die sozio-kulturelle Achse, deren Pole libertäre Werte („Toleranz, nonkonformistisches Denken, Multikulturalität“) und autoritäre Werte („Ordnungsdenken, Festhalten an konventionellen Lebensformen und Nationalstolz“) sind. Der Begriff „libertär“ kann dabei zu Verwirrungen führen, weil dieser zeitgleich eine marktradikale Einstellung beschreibt und sich damit auch auf die sozio-ökonomische Achse beziehen könnte. Eine solche Strömung gibt es beispielsweise in den USA (Libertarians).
Mit Hilfe des politischen Kompass ist es möglich, das klassische Links-Rechts-Schema zu erweitern, das schnell an seine Grenzen stößt. Dieses Schema orientiert sich am Gleichheitsprinzip (Egalität). Jedoch müssen hier wirtschaftliche und gesellschaftliche Gleichheit unterschieden werden.
„Ökonomisch geht es um die materielle Gleichheit. Die Rechten betrachten die Ergebnisse des Marktes im Prinzip als gerecht, während die Linken sie mithilfe staatlicher Umverteilung zugunsten der Schwächeren korrigieren möchten. Kulturell geht es um rechtliche Gleichheit. Setzt sich die Linke hier für einen umfassenden Abbau von Benachteiligungen gesellschaftlicher Gruppen und Minderheiten ein, halten die Rechten bestimmte Ungleichbehandlungen mit Verweis auf natürliche Unterschiede (des Geschlechts-, der ethnisch-kulturellen Zugehörigkeit oder der sexuellen Orientierung) durchaus für vertretbar.“
Am Beispiel vieler liberaler Parteien (z. B. der FDP) zeigt sich, dass eine Partei sich gleichzeitig für gesellschaftliche Gleichheit einsetzen und gegen ökonomische Gleichheit wehren kann, somit also auf der sozio-kulturellen Achse auf der linken Seite steht, jedoch auf der sozio-ökonomischen Achse klar rechts zu verorten ist. Auf der anderen Seite gibt es links-konservative Parteien, die sich für einen starken Sozialstaat einsetzen (links), jedoch sozio-kulturell konservative Werte (rechts) vertreten (z. B. BSW).

## Neue Konfliktlinien

### Ökonomie versus Ökologie
Mit dem Aufkommen der neuen sozialen Bewegungen (Umwelt-, Anti-Atomkraft-, Frauen- und Friedensbewegungen) in den 1970er Jahren entstand in vielen westlichen Gesellschaften eine neue Konfliktlinie Ökonomie versus Ökologie (auch wenn heutzutage vielfach die Auffassung vertreten wird, dass es sich dabei nicht zwingend um einen Gegensatz handelt). Ausgehend von Ronald Ingleharts Postmaterialismus-These wird auch von einer Konfliktlinie Materialismus versus Postmaterialismus gesprochen. Im Zuge dieser Entwicklungen entstand in der Bundesrepublik die Partei „Die Grünen“, die in den 1980er Jahren erste Erfolge erzielte.
Die Konfliktlinie Ökonomie versus Ökologie kann aber auch als Bestandteil der sozio-ökonomischen Konfliktlinie betrachtet werden, da es hierbei auch um Eingriffe des Staates in den Markt geht, z. B. Umweltschutzauflagen.

### Kosmopolitismus versus Kommunitarismus
In der Parteienforschung wird seit den 2010er-Jahren die Existenz einer neuen Konfliktlinie Kosmopolitismus versus Kommunitarismus diskutiert. Diese beiden Begriffe bilden die Pole einer Konfliktlinie, in der es laut Wolfgang Merkel um die Frage geht wie offen oder geschlossen die Grenzen des Nationalstaats sein sollen. Es geht hierbei um die Durchlässigkeit der Grenzen für „Güter, Dienstleistungen, Kapital, Arbeitskräfte, Flüchtlinge, Menschenrechte“ sowie um die Frage der Übertragung nationalstaatlicher Kompetenzen an eine supranationale Organisation wie die EU.
Kosmopoliten befürworten offene Grenzen bzw. eine Überwindung der Nationalstaaten, weshalb sie auch proeuropäisch eingestellt sind. Sie stehen einer pluralistischen multikulturellen Gesellschaft offen gegenüber und gelten als Globalisierungs- und Freihandelsbefürworter. Kommunitaristen lehnen die offenen Grenzen ab und betonen die politische Souveränität der Nationalstaaten, in denen eine kulturell definierte, möglichst ethnisch homogene Gemeinschaft (lat. communitas) nach einem traditionellen Familienbild lebt, weshalb die Grenzen vor Immigration geschützt werden sollten. Sie stehen zudem der Globalisierung kritisch gegenüber und vertreten protektionistische Standpunkte zum Schutz des Sozial- und Wohlfahrtsstaats. Eine Gleichsetzung von Kommunitaristen mit Globalisierungs- und Modernisierungsverlierern greift jedoch zu kurz.